# MWF認定世界ジュニアヘビー級王座
MWF認定世界ジュニアヘビー級王座（エム・ダブリュー・エフにんていせかいジュニアヘビーきゅうおうざ）は、MWF（メキシコ・レスリング・フェデレーション）が管理、認定していた王座。

## 歴史
2005年1月、MWFが創設してオリエンタルを初代王者に認定。2月、管理団体が大阪プロレスに移った。
2008年10月、管理団体が沖縄プロレスに移った。
2012年8月25日、王者のゴーヤーマスク（初代）が沖縄プロレスを退団により、空位となって事実上封印状態となる。

## 歴代王者
| 歴代  | 選手                   | 戴冠回数 | 防衛回数 | 獲得日付       | 獲得場所 （対戦相手・その他）                            |
| ----- | ---------------------- | -------- | -------- | -------------- | -------------------------------------------------------- |
| 初代  | オリエンタル           | 1        | 0        | 2005年1月      | 日本 MWFが王者に認定                                     |
| 第2代 | 兜王ビートル           | 1        | 5        | 2005年2月13日  | 大阪府立体育会館第2競技場                                |
| 第3代 | アジアン・クーガー     | 1        | 1        | 2006年5月13日  | デルフィンアリーナ                                       |
| 第4代 | タイガースマスク       | 1        | 0        | 2006年6月25日  | KBSホール                                                |
| 第5代 | グラン浜田             | 1        | 2        | 2006年11月25日 | デルフィンアリーナ                                       |
| 第6代 | コンドル               | 1        | 3        | 2007年10月28日 | デルフィンアリーナ道頓堀 返上                            |
| 第7代 | ゴーヤーマスク（初代） | 2        | 8        | 2008年10月3日  | デルフィンアリーナ国際通り 10人によるバトルロイヤル 封印 |